# Szepesudvard

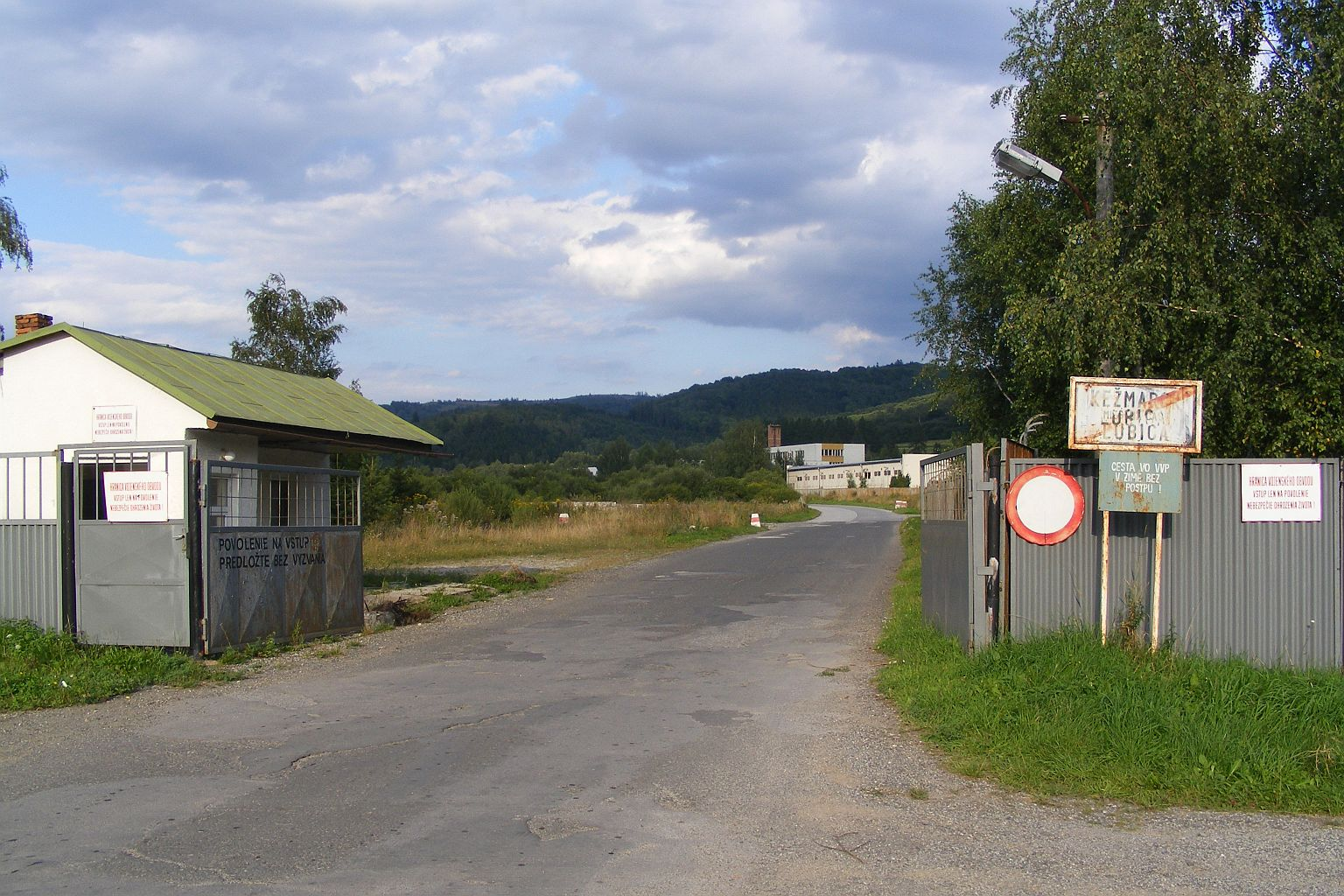
Javorina katonai kiképzési terület

Szepesudvard (szlovákul: Dvorce, németül: Bürgerhof) egykori falu, ma Javorina katonai kiképzési terület része Szlovákiában, az Eperjesi kerületben, a Késmárki járásban.

## Fekvése
Lőcsétől 5 km-re északra Lőcsei-hegység területén feküdt.

## Története
Fényes Elek 1851-ben kiadott geográfiai szótárában "Dvorecz, (Burgerhof), Szepes v. tót falu, Lőcséhez északra 1 mfd. 188 kath., 184 evang. lak. Erdeje sok. Savanyuvize s fürészmalma van. F. u. Lőcse város." 1910-ben 368, többségben szlovák lakosa volt, jelentős német és cigány kisebbséggel. A trianoni békeszerződésig Szepes vármegye Lőcsei járásához tartozott.
A katonai kiképzési területet 1952-ben alapították. Ehhez három korábbi település, Balázsvágás, Szepesudvard és Ruszkin teljes területét, valamint 22 további szepesi község határrészeit vették igénybe államosított erdő- és földterületek összevonásával. A földeket erőszakkal vették el tulajdonosaiktól úgy, hogy beleegyező nyilatkozat aláírására kényszerítették őket, de sok esetben még ezzel sem törődtek. A rendszerváltás után szóba került a létesítmény megszüntetése és a tulajdonosok kárpótlása, mely sok vitát váltott ki a szlovák politikai életben.

## Külső hivatkozások
- A katonai terület Szlovákia térképén